# Fédération française motonautique
Pour les articles homonymes, voir FFM.
La Fédération française de motonautique (FFM) est fondée le 8 mars 1922 sous le nom de Fédération française de la navigation automobile.
Elle est délégataire du Ministère de la Jeunesse et des Sports, chargée d’une mission de service public, elle a pour mission d’organiser et développer le sport motonautisme en établissant la réglementation et l’organisation des épreuves de l’ensemble des disciplines concernées.
Depuis 2012, la fédération est présidée par Jean-Marie Lhomme, son siège est à Saint-Ouen-sur-Seine au 9-11 avenue Michelet.

## Historique
Dès le début du XXe siècle, des courses d'embarcations sur l'eau ont lieu et deviennent de plus en plus populaires. Devant ce succès grandissant, l’Automobile Club de France fonde en 1903, la Commission du yachting automobile afin de gérer les courses nationales et d'établir un règlement, séparant les bateaux de vitesse et les bateaux de croisières. Le 8 mars 1922, cette commission devient la Fédération française de la navigation automobile  et adopte son nom actuel en 1943.

## Missions
La FFM est présente dans toutes les dimensions de l’univers du motonautisme regroupant les activités de sport et de loisir consistant à naviguer avec un engin propulsé par un moteur sur un plan d'eau (mer, rivière, bassin). Son action est conduite par des centaines de bénévoles sur le terrain et par un personnel de près de trente permanents, basés au siège à Paris.
La fédération établit la réglementation sportive et organise les épreuves de l’ensemble des disciplines motonautique en France.

## Disciplines
- Plaisance ;
- Motonautisme de vitesse inshore et offshore ;
- Jet-ski ;
- Hydroglisseurs et aéroglisseurs.